# Decarabia

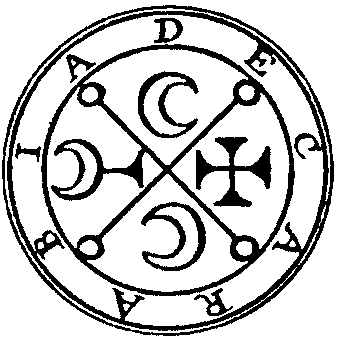
Le sceau de Decarabia selon Mathers.

Decarabia ou Carabia est un démon issu des croyances de la goétie, science occulte de l'invocation d'entités démoniaques. 
Le Lemegeton le mentionne en 69e position de sa liste de démons et le décrit comme un marquis de l'enfer, tandis que la Pseudomonarchia daemonum le mentionne en 52e position. Il apparait sous la forme d'une étoile à cinq rayons mais peut prendre une apparence humaine à la demande de l'invocateur. Il connait les vertus des plantes et des pierres précieuses. Il commande trente légions et domine les oiseaux qu'il rend familier,.